# Kelmis

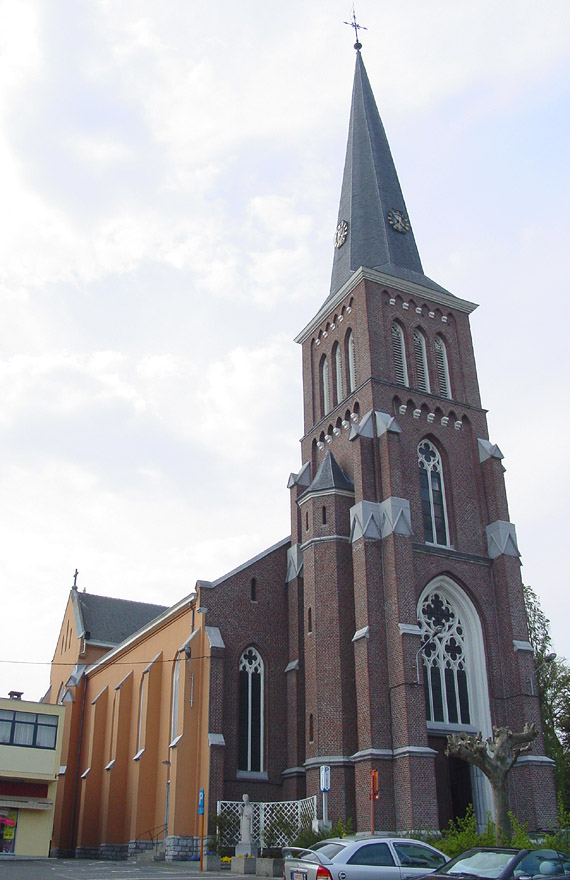
Nhà thờ ở trung tâm Kelmis

Kelmis (bằng tiếng Pháp: La Calamine) là một đô thị thuộc tỉnh Liège. Tại thời điểm ngày 1 tháng 1 năm 2006, Kelmis có tổng dân số 10.396 người. Tổng diện tích là 18,12 km² với mật độ dân số 574 người trên mỗi km².